# Станислав Баран
Станислав Францишек Баран (26. април 1920 — 12. мај 1993) био је пољски фудбалер који је играо на позицији нападача. Каријеру је започео у Ресовији Жешов, а затим се негде 1938. године (са око 18 година) пребацио у Варшавјанка. Сматран једним од најдаровитијих играча тог времена, Други светски рат је зауставио његову каријеру на неколико година.
Баран је био члан репрезентације Пољске на Светском првенству у фудбалу 1938. године,  али није играо у поразу Пољске од Бразила резултатом 5 : 6 5. јуна 1938. у Стразбуру – провео је целу утакмицу на клупи. Играо је у последњој међународној пријатељској утакмици Пољске између два рата, победи од 4 : 2 над Мађарском 27. августа 1939. у Варшави. У овој утакмици, појавио се на терену као замена у 31. минуту.
Године 1958, као 38-годишњи фудбалски ветеран, Баран је освојио пољску титулу са Лођом.